# 秋田県道185号湯沢停車場線
秋田県道185号湯沢停車場線（あきてけんどう185ごう ゆざわていしゃじょうせん）は、秋田県湯沢市を通る一般県道である。

## 概要
湯沢市表町2丁目のJR東日本奥羽本線 湯沢駅から、国道13号と交差後に同市柳町2丁目で秋田県道277号西松沢杉沢線に至る約370mの短距離路線である。

### 路線データ
- 総延長 : 0.374 km[2]
- 実延長 : 0.355 km[2]
- 起点 : 秋田県湯沢市表町2丁目239番1（湯沢駅）[3]北緯39度9分49.3秒 東経140度29分15.8秒
- 終点 : 秋田県湯沢市柳町2丁目73番1（秋田県道277号西松沢杉沢線・交点）[3]北緯39度9分49.64秒 東経140度29分31.81秒
- 未供用区間 : なし[2]

## 歴史
- 1959年（昭和34年）2月17日 - 秋田県道に認定される[3]。

## 路線状況

### 冬期閉鎖区間
- なし[4]

### 交通不能区間
- なし[5]

## 地理

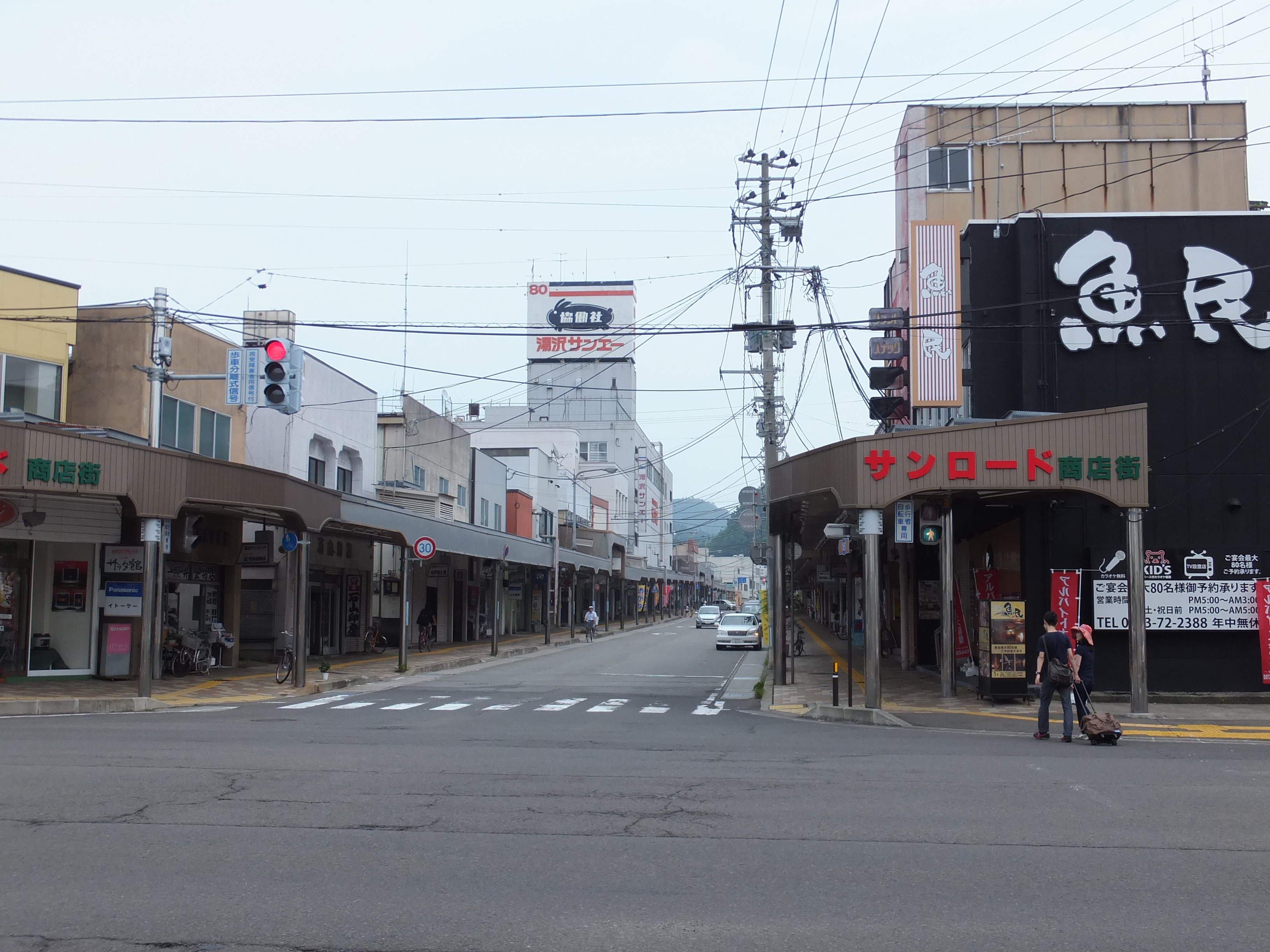
湯沢駅前（2013年8月）

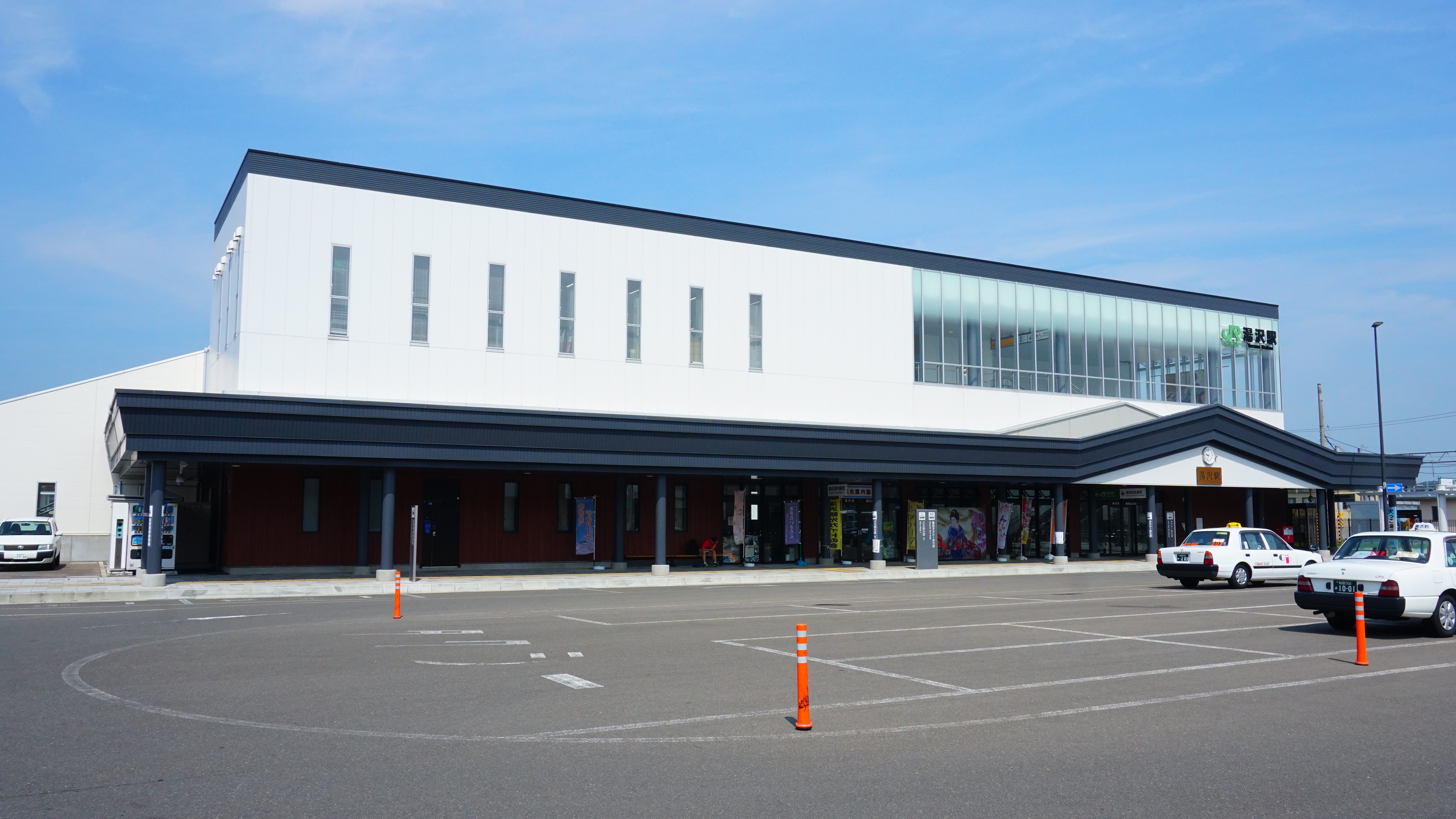
湯沢駅

### 交差する道路
| 施設名         | 接続路線名                   | 備考          | 所在地          |
| -------------- | ---------------------------- | ------------- | --------------- |
| 〈湯沢駅〉     |                              | 起点          | 湯沢市表町2丁目 |
| 湯沢駅前交差点 | 国道13号 （=国道344号 重複） | 国道344号起点 | 湯沢市字南新町  |
|                | 秋田県道277号西松沢杉沢線    | 終点          | 湯沢市柳町2丁目 |

### 沿線の施設
- JR東日本奥羽本線 湯沢駅
- 湯沢雄勝広域市町村圏組合消防本部
- こまち農業協同組合湯沢支店